# ハーキマー郡 (ニューヨーク州)
ハーキマー郡（英: Herkimer County）は、アメリカ合衆国ニューヨーク州の中央部に位置する郡である。2010年国勢調査での人口は64,519人であり、2000年の64,427 人から0.1%増加した。郡庁所在地はハーキマー村（人口7,743人）であり、同郡で人口最大の自治体はイリオン村（人口8,053人）である。ハーキマー郡は1791年にモンゴメリー郡から分離してモホーク川の北に設立された。郡名は、アメリカ独立戦争の1777年、オリスカニーの戦いに参戦した後、その時の傷がもとで死んだニコラス・ハーキマーに因んで名づけられた。
ハーキマー郡はユーティカ・ローム大都市圏に属している。

## 歴史
1791年、ハーキマー郡はタイオガ郡とオチゴ郡と共にモンゴメリー郡から分離して設立された。アメリカ独立戦争が終わり、ニューヨーク州は発展を始めていた。ハーキマー郡の領域は現在よりも広かったが、その後郡内から新郡が設立されて小さくなっていった。
1791年に行われたマコーム買収では、現在のハーキマー郡もその中に入っていた。これは独立戦争中にイギリス軍と同盟したイロコイ族インディアンに対して、ニューヨーク州がその領地を譲渡させ、開拓者に大規模に販売したものだった。ニューヨーク州はアップステート、中部、西部で500万エーカー (20,000 km2) の土地を販売した。
1794年、ハーキマー郡からオノンダガ郡が分離して設立された。このオノンダガ郡でもまだ広く、現在のカユガ郡、コートランド郡およびオスウェゴ郡の一部が含まれていた。
1798年、ハーキマー郡とタイオガ郡の一部を合わせて、シェナンゴ郡が設立された。
同年、オナイダ郡がハーキマー郡から分離して設立された。当時は現在のジェファーソン郡、ルイス郡およびオスウェゴ郡の一部が含まれていた。
1802年、ハーキマー郡、クリントン郡、モンゴメリー郡のそれぞれ一部を合わせて、セントローレンス郡が設立された。
南北戦争のとき、ハーキマー郡から第34ニューヨーク志願歩兵連隊に5個中隊が出征した。この連隊はハーキマー連隊という愛称が付いた。

## 地理
ハーキマー郡はニューヨーク州中央部にあり、オールバニ市の北西、シラキュース市の東に位置している。郡北部はアディロンダック公園に入っている。郡南部をモホーク川が流れている。
アメリカ合衆国国勢調査局に拠れば、郡域全面積は1,458平方マイル (3,776.2 km2)であり、このうち陸地1,411平方マイル (3,654.5 km2)、水域は47平方マイル (121.7 km2)で水域率は3.23%である。

### 空港
郡内には次の公営空港がある
- フランクフォート・ハイランド空港 (6B4)、フランクフォート

### 隣接する郡
- セントローレンス郡 - 北
- ハミルトン郡 - 東
- モンゴメリー郡 - 東
- フルトン郡 - 東
- オチゴ郡 - 南
- オナイダ郡 - 西
- ルイス郡 - 北西

## 経済
ハーキマー郡は異常なくらい清澄で二重に終端処理された石英結晶を生産し、ハーキマー・ダイアモンドの名称で販売している。
郡内イリオン村にはレミントン・アームズの工場があり、多くの武器が生産されている。

## 人口動態
以下は2000年国勢調査による人口統計データである。
| 基礎データ - 人口: 64,427 人 - 世帯数: 25,734 世帯 - 家族数: 17,113 家族 - 人口密度: 18人/km2（46人/mi2） - 住居数: 32,026 軒 - 住居密度: 9軒/km2（23軒/mi2） 人種別人口構成 - 白人: 97.83% - アフリカン・アメリカン: 0.51% - ネイティブ・アメリカン: 0.22% - アジア人: 0.41% - 太平洋諸島系: 0.02% - その他の人種: 0.18% - 混血: 0.84% - ヒスパニック・ラテン系: 0.90% 先祖による構成 - イタリア系：20.6% - ドイツ系：16.3% - アイルランド系：13.9% - イギリス系：9.3% - ポーランド系：7.7% - アメリカ人：6.2% - フランス系：5.2% 言語による構成 - 英語：95.2% - スペイン語：1.2% - イタリア語：1.1% | 年齢別人口構成 - 18歳未満: 24.4% - 18-24歳: 8.3% - 25-44歳: 26.6% - 45-64歳: 24.0% - 65歳以上: 16.8% - 年齢の中央値: 39歳 - 性比（女性100人あたり男性の人口） - 総人口: 94.2 - 18歳以上: 91.7 世帯と家族（対世帯数） - 18歳未満の子供がいる: 30.6% - 結婚・同居している夫婦: 51.2% - 未婚・離婚・死別女性が世帯主: 10.3% - 非家族世帯: 33.5% - 単身世帯: 27.6% - 65歳以上の老人1人暮らし: 13.7% - 平均構成人数 - 世帯: 2.46人 - 家族: 2.99人 収入と家計 - 収入の中央値 - 世帯: 32,924米ドル - 家族: 40,570米ドル - 性別 - 男性: 29,908米ドル - 女性: 21,518米ドル - 人口1人あたり収入: 16,141米ドル - 貧困線以下 - 対人口: 12.5% - 対家族数: 8.9% - 18歳未満: 15.6% - 65歳以上: 10.4% |

## 郡政府と政治
ハーキマー郡議会は17人の議員で構成され、各議員は小選挙区から選出されている。
政治的は州内でも保守的な郡である。2010年のニューヨーク州知事選挙では、当選した民主党のアンドリュー・クオモではなく、共和党のカール・パラディーノを支持した。州西部を除けばパラディーノを支持した数少ない郡の1つだった。
アメリカ合衆国下院議員ではニューヨーク州第24選挙区に入っており、2013年時点では共和党議員を選出している。

## 都市と町
| - コールドブルック村 - コロンビア町 - ダニューブ町 - ドルジビル村 - フェアフィールド町 - フランクフォート町 - フランクフォート村 - ジャーマンフラッツ町 - ハーキマー村 - 郡庁所在地 - ハーキマー町 | - イリオン村 - リッチフィールド町 - リトルフォールズ町 - リトルフォールズ市 - マンハイム町 - ミドルビル村 - モホーク村 - ニューポート町 - ニューポート村 - ノーウェイ町 | - オハイオ町 - ポーランド村 - ロシア町 - ソールズベリー町 - スカイラー町 - スターク町 - ウォーレン町 - ウェブ町 - ウェストウィンフィールド村 - ウィンフィールド町 |